# Martin Kaalma
Martin Kaalma est un joueur de football estonien né le 14 avril 1977 à Tallinn en RSS d'Estonie et évolue au poste de gardien de but.

## Palmarès
- FC Kuressaare
  - Division 2 Estonienne (1) : 1999

- FC Flora Tallinn
  - Championnat d'Estonie (4) : 1998, 2001, 2002, 2003
  - Supercoupe d'Estonie (3) : 2002, 2003, 2004

- JK Narva Trans
  - Coupe Intertoto (1) : 2006

- FC Levadia Tallinn
  - Championnat d'Estonie (3) : 2007, 2008, 2009
  - Coupe d'Estonie (2) : 2007, 2010
  - Supercoupe d'Estonie (1) : 2010